# 阮有持
阮有持（1914年10月1日—2000年3月3日），越南共和國官員及外交官，為最後一任越南共和國常駐聯合國觀察員及駐紐約總領事。

## 生平
1914年10月1日，阮有持出生於越南北方山西。
1952年至1953年，任北越首憲行政助理。
1967年至1975年，任越南共和國常駐聯合國觀察員代表團大使兼越南共和國駐紐約總領事，也是最後一任。
1974年中華人民共和國聲明對西沙、南沙群島（越南分別稱黃沙、長沙群島）主權後，阮有持於1月16日向聯合國安理會主席通報中國侵犯越南共和國主權一案並要求聯合國採取必要的可行措施。
2000年3月3日，阮有持在美國德薩斯州侯斯頓逝世。

## 個人生活
已婚，有四個子女。